# 微分干涉相差显微镜

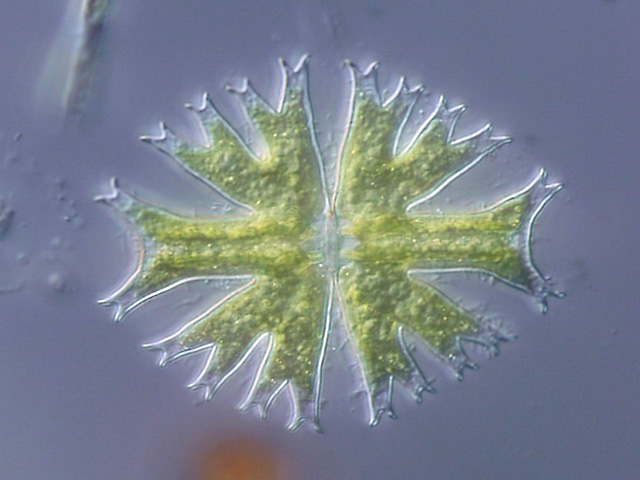
Micrasterias furcata 的DIC显微成像

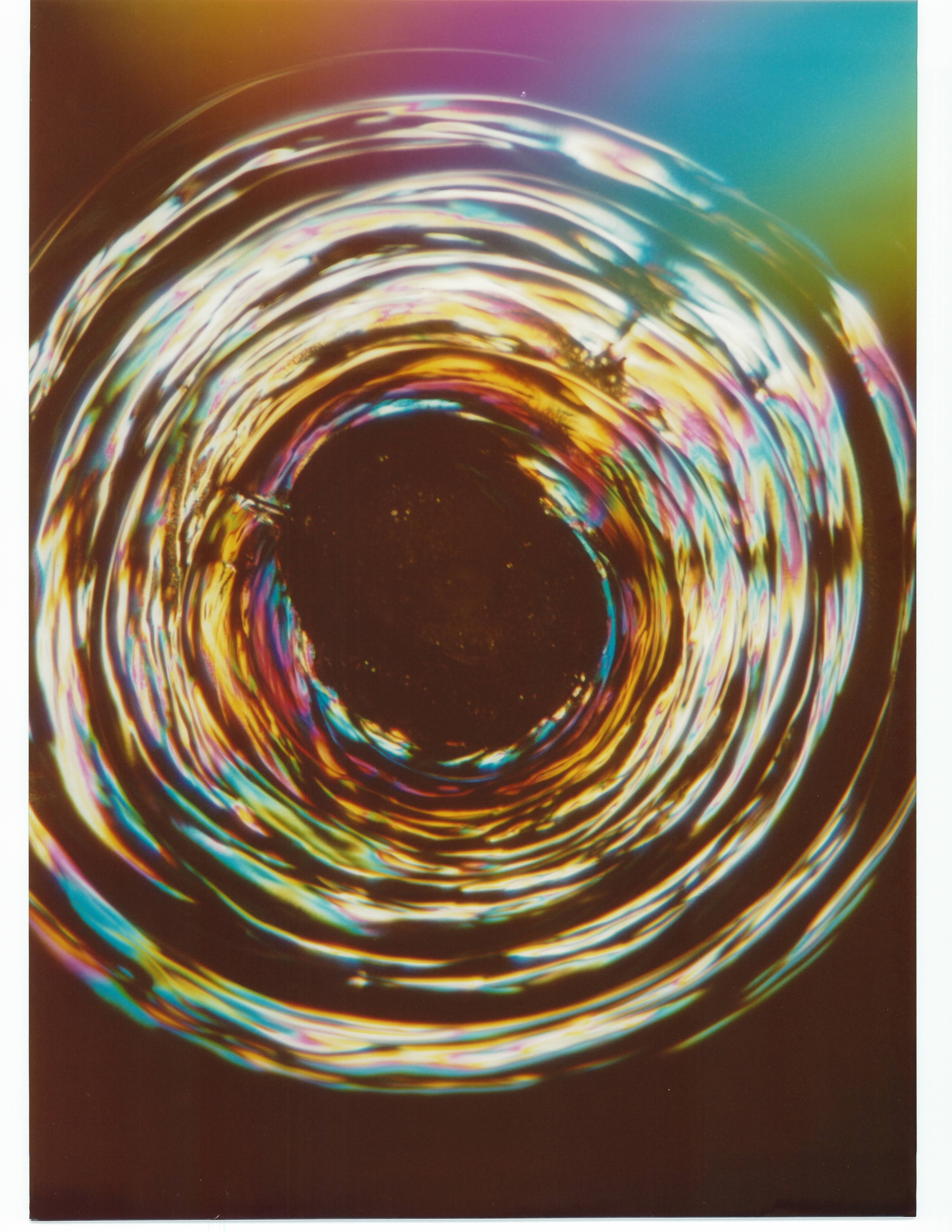
铌酸锂（LiNbO_{3}）在150倍Nomarski显微镜下观察到激光诱导的光反射损伤

微分干涉相差显微技术(DIC),又称Nomarski干涉相差显微技术或Nomarski显微镜,是一种增强对比度来观察未染色的透明的样品的光学显微镜。DIC根据干涉测量获取有关样品光路长度信息，以查看其他不可见的特征。相对复杂的光学系统产生具有灰色背景的黑色或白色的图像。该图像类似于通过相差显微镜获得的但没有明亮衍射光晕的图像。该技术由波兰物理学家Georges Nomarski在1952年研发。
DIC通过将偏振光源分离成在样品平面上空间位移（剪切）的两个正交偏振相干部分，并在观察之前重组。复合时两部分的干涉对其光程差（即折射率乘积和几何路径长度）敏感。添加可调节的偏移相位确定在所述样品中的零光程差的干涉，对比度是正比于沿剪切方向的路径长度梯度，得到三维的光密度变化的样本图像，图像强调线条和边缘，但不提供表面上准确的图像。